# Музей судостроения и флота
Музей судостроения и флота — морской музей на Украине, филиал Николаевского областного краеведческого музея.

## История здания

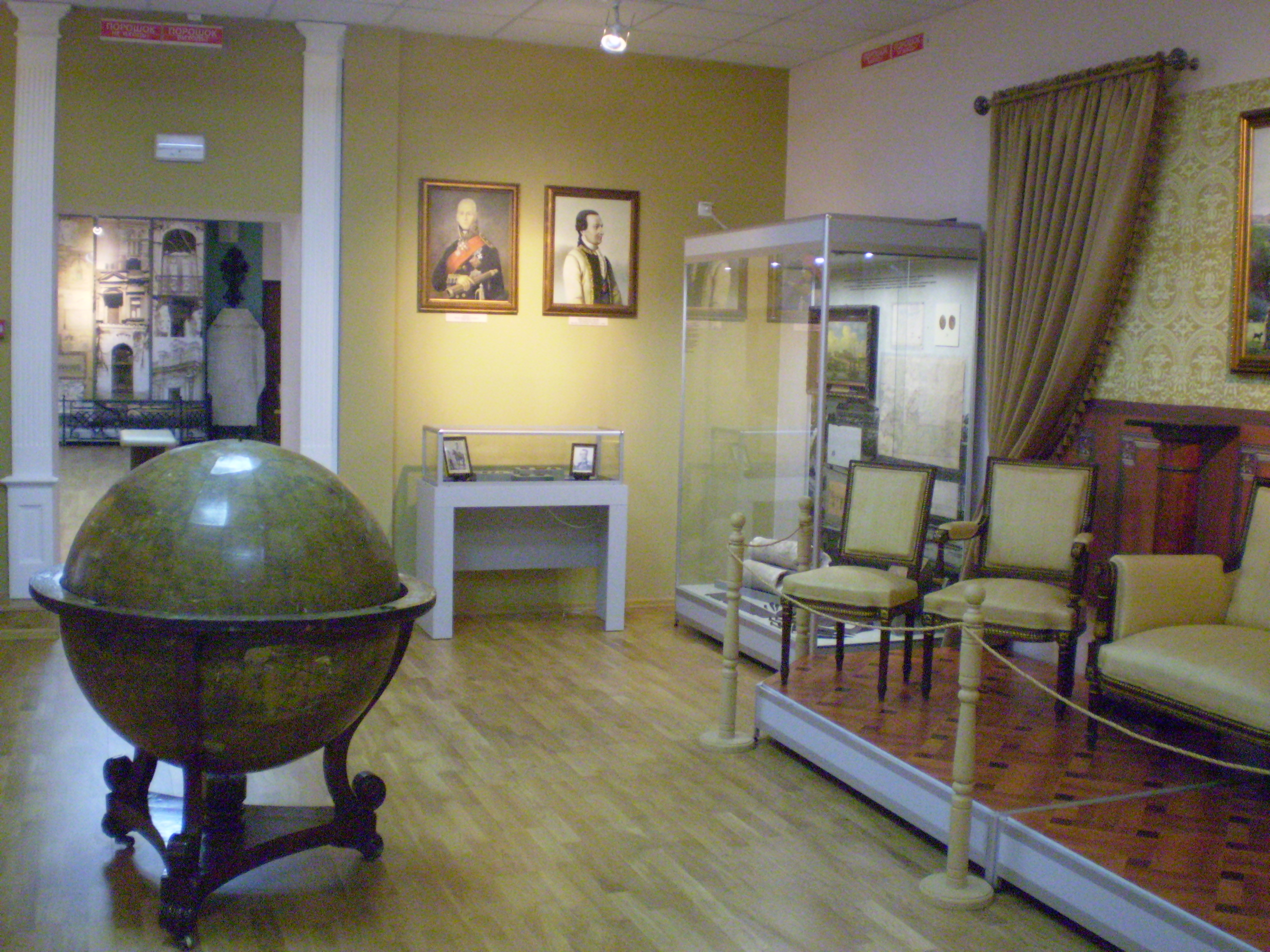
Экспозиция музея

С 1794 года Николаев стал базой Черноморского флота. Резиденция главного командующего флота разместилась в здании, построенном в стиле русского классицизма по проекту архитектора П. В. Неелова.

## Музей
О том, что именно в Николаеве должен быть музей судостроения решили в 70-х годах прошлого столетия в Ленинграде. Было дано указание «сверху», и в Николаеве начали работать над созданием уникального заведения.
Открытие музея состоялось 30 июля 1978 года, в День Военно-морского флота.
Более 3 000 экспонатов располагается в 12 залах музея. Модели судов, от первых кораблей до современных, фрагменты первых известных лодок, поднятые с вод Чёрного моря и рек юга Украины, редкие карты, фотографии, газеты, многочисленные документы, рассказывающие о развитии судостроения и флота в устье Южного Буга и Ингула.
В музее сохранилась уникальная коллекция старого оружия — XVIII—XIX веков: пистоли, алебарды, мортиры и другое. До сих пор поступают различные экспонаты от жителей города, среди них не мало уникальных. В залах музея часто экспонируются привозные выставки.

## Бюсты флотоводцев возле музея

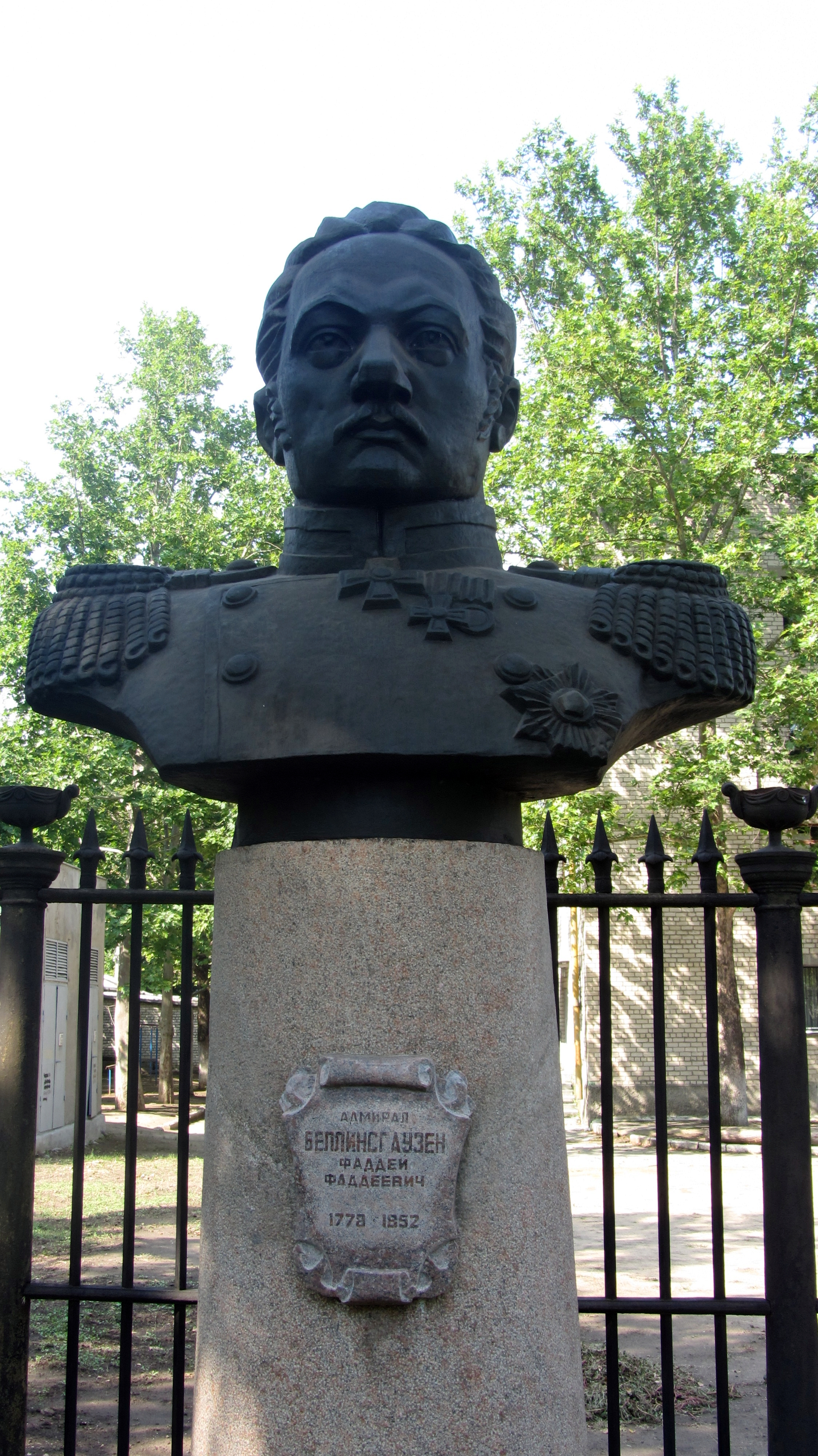
Ф. Ф. Беллинсгаузен (1978)
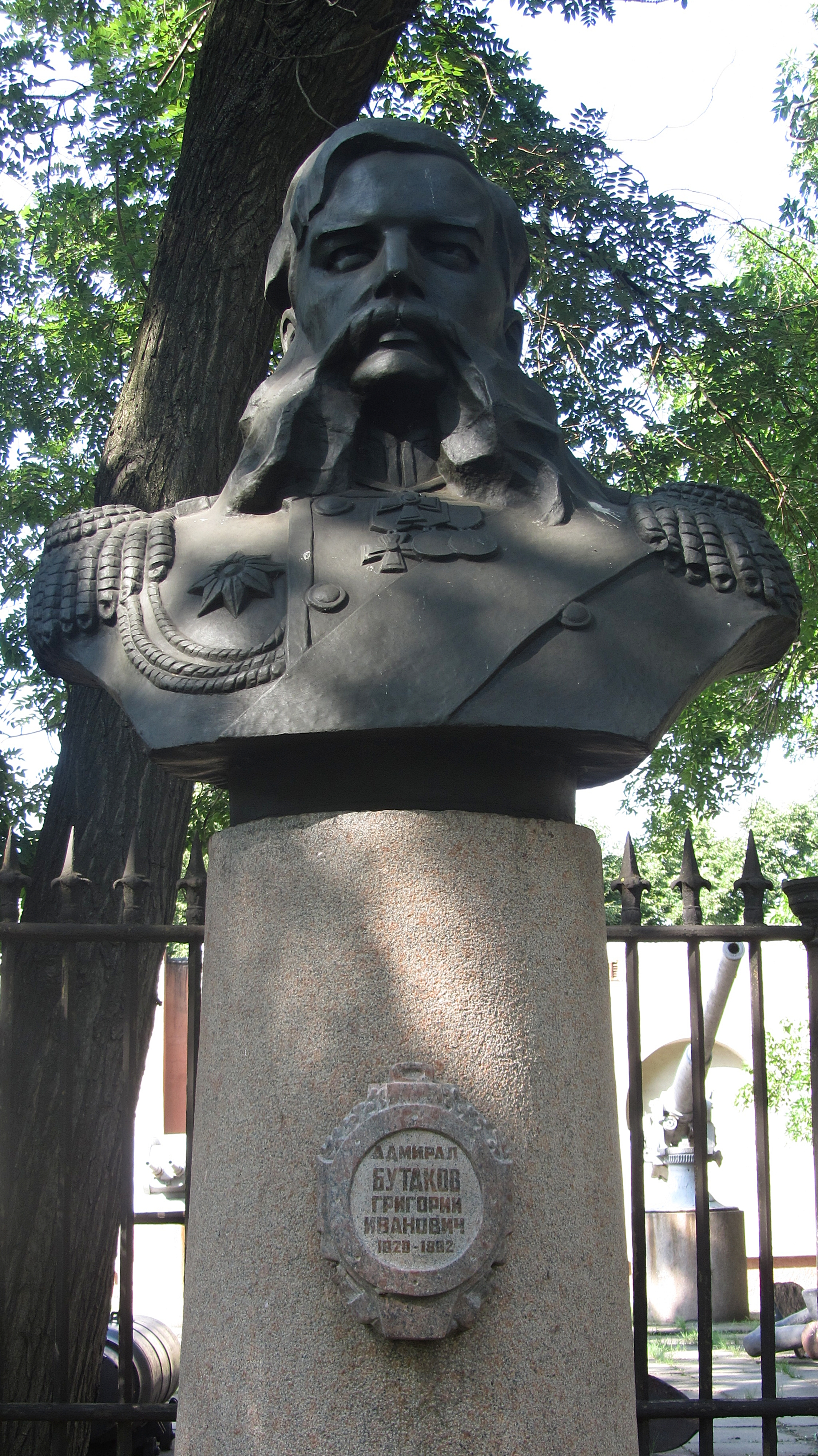
Г. И. Бутаков (1978)
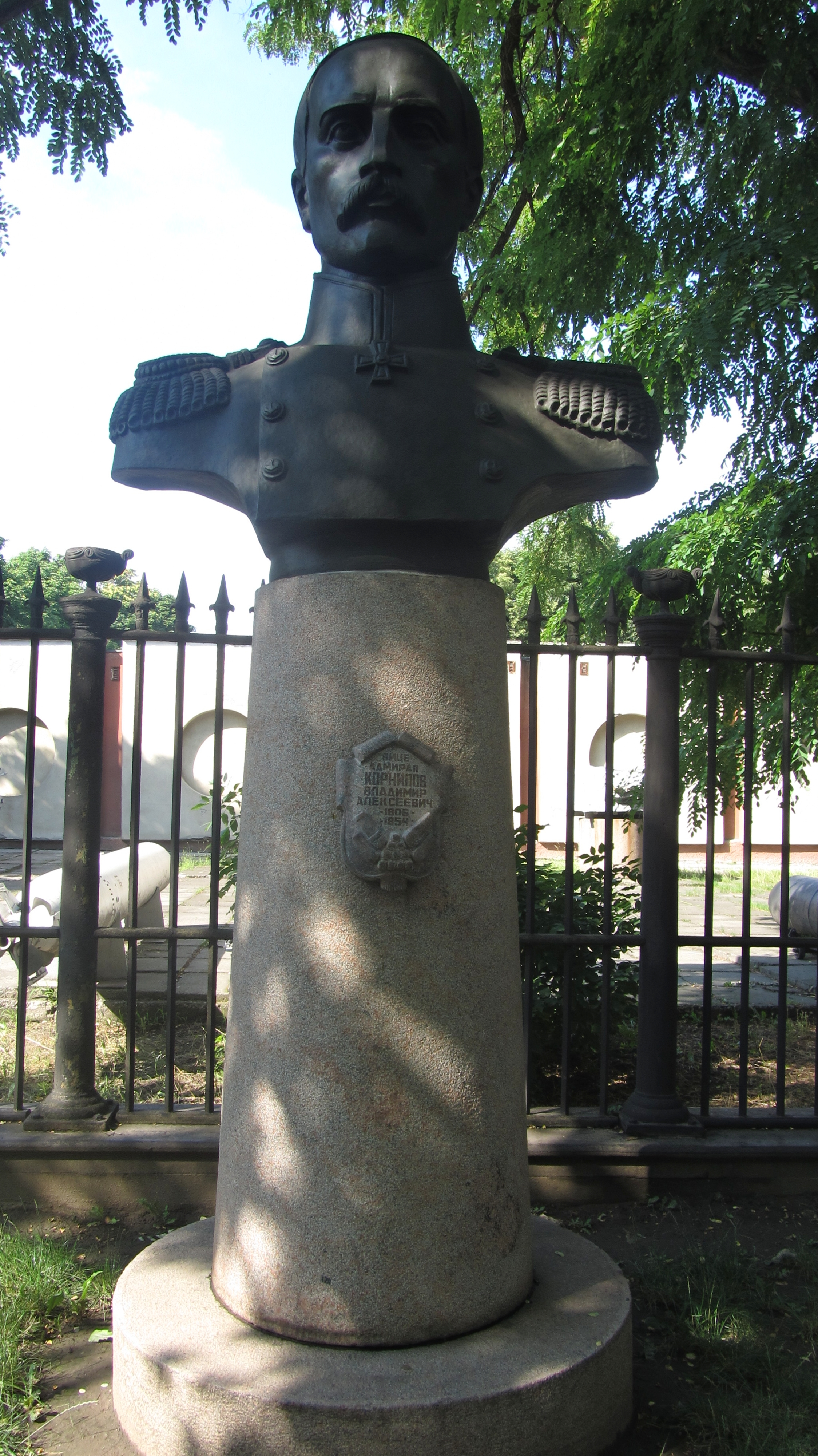
В. А. Корнилов (1978)
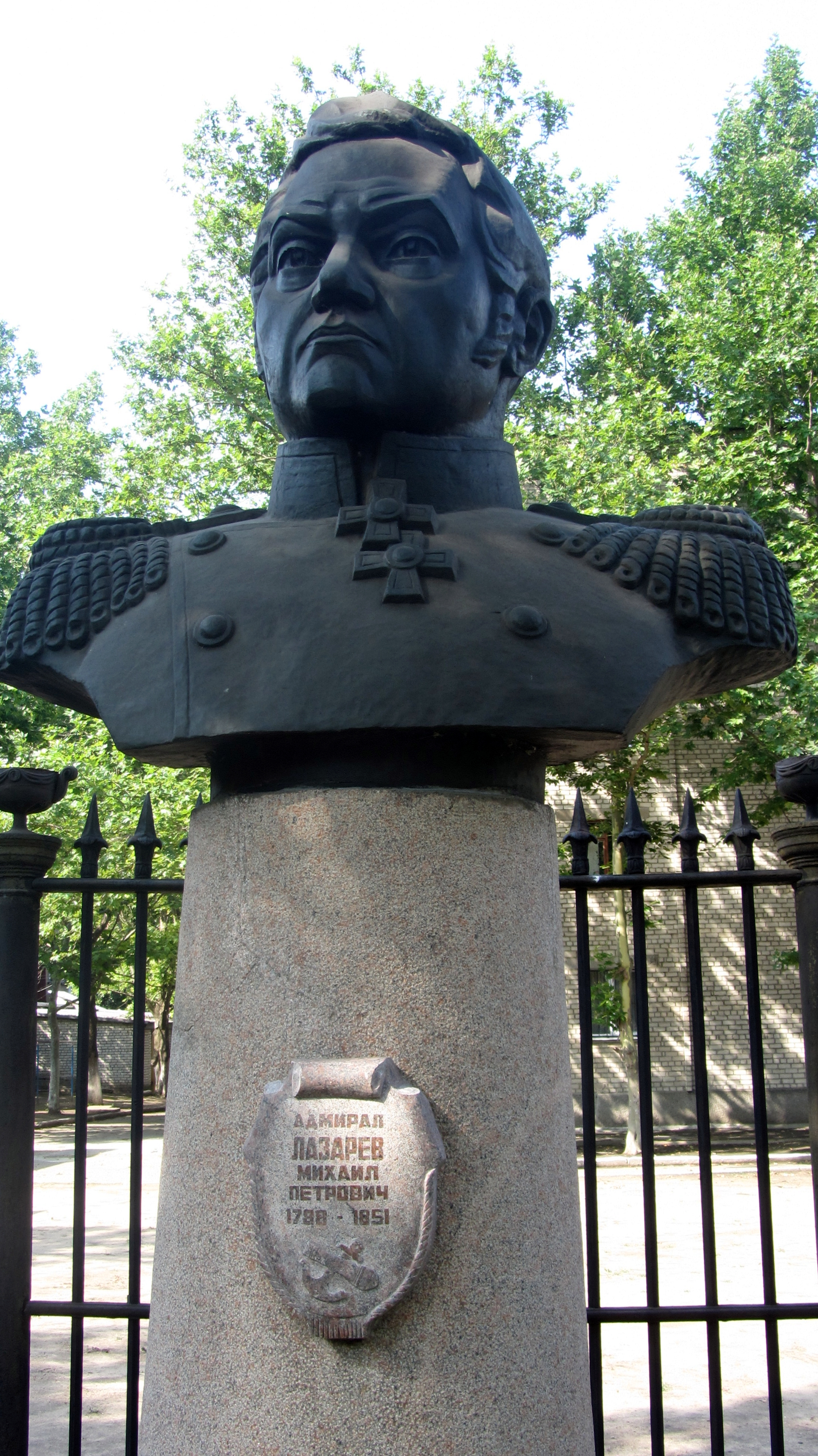
М. П. Лазарев (1978)
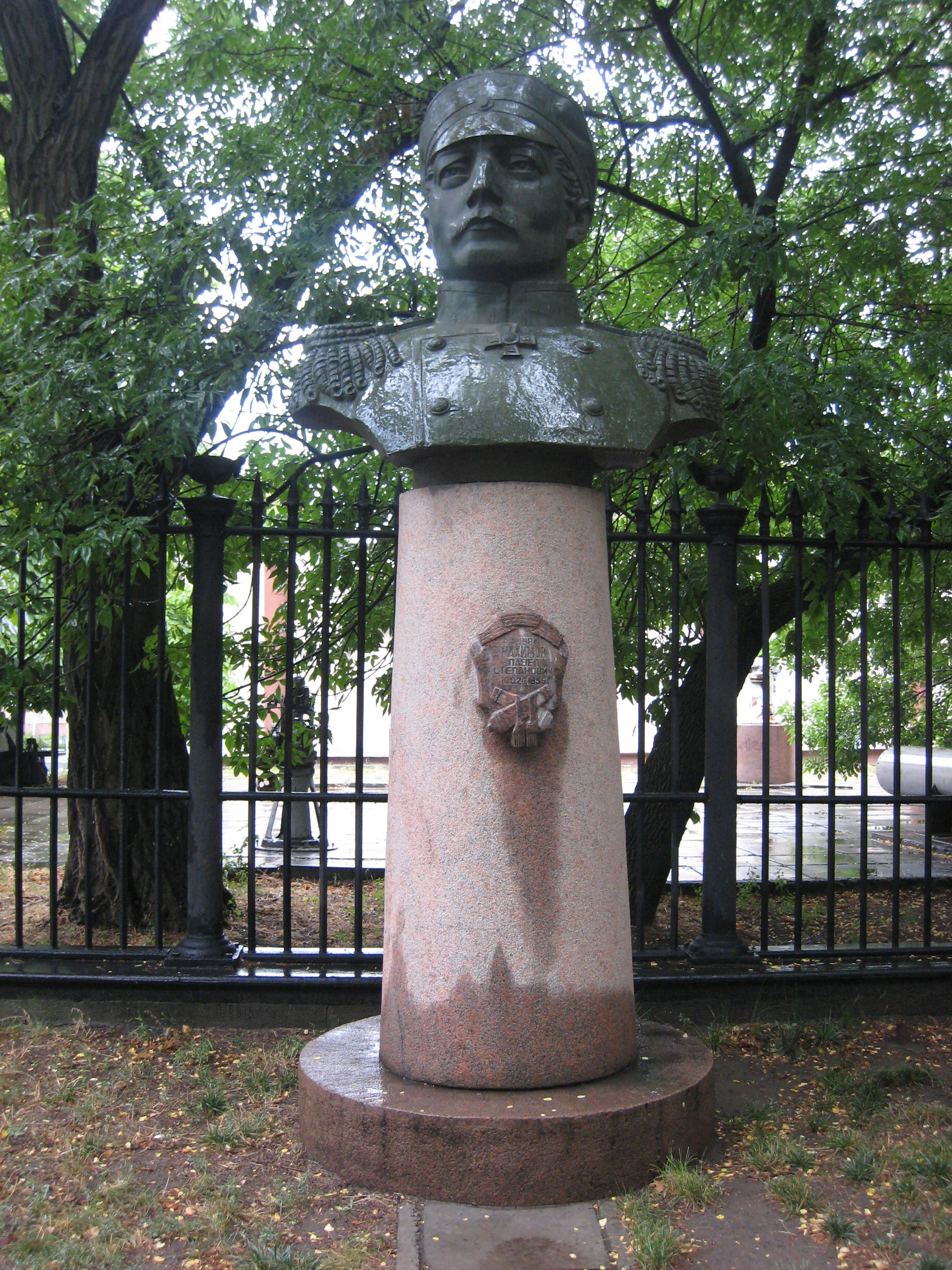
П. С. Нахимов (1978)
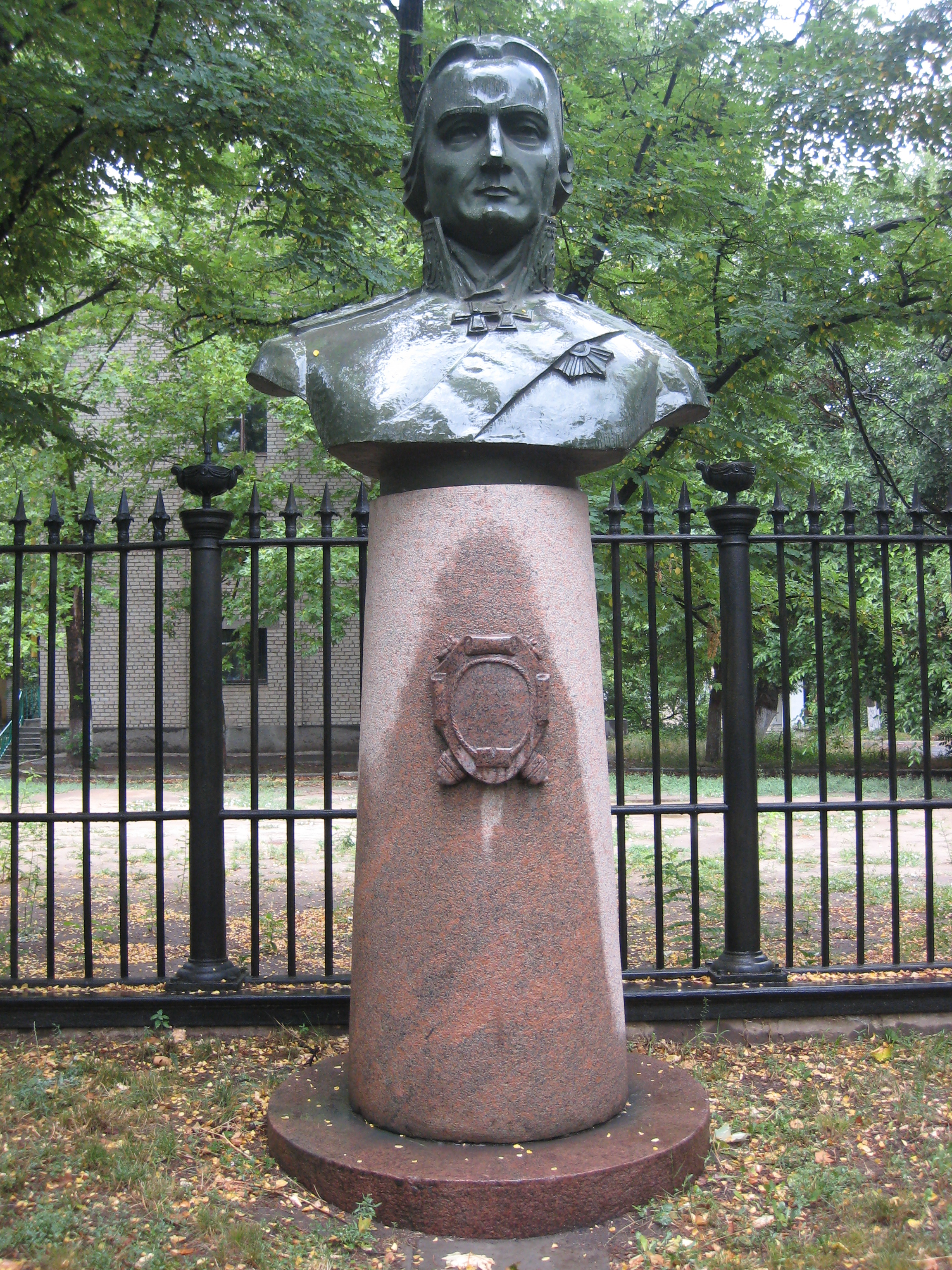
Ф. Ф. Ушаков (1978)